# اوله اورخوف (بازیکن فوتبال، زاده ۱۹۹۰)
اوله اورخوف (اوکراینی: Орехов Олег Олегович؛ زادهٔ ۲۸ نوامبر ۱۹۹۰) بازیکن فوتبال اهل اوکراین است.